# 22533 Крішнан
22533 Крішнан (22533 Krishnan) — астероїд головного поясу, відкритий 20 березня 1998 року.
Тіссеранів параметр щодо Юпітера — 3,478.